# Акулы пера
«Акулы пера» — российское еженедельное музыкальное ток-шоу, выходившее на ТВ-6 со 2 января 1995 по 28 декабря 1998 года. Один из самых ярких и скандальных телепроектов 90-х годов в России, гостями которого становились поп- и рок-исполнители, звёзды российского шоу-бизнеса, продюсеры и композиторы.
В 1996 году удостоена премии «Звезда» в номинации «Лучшая музыкальная программа года». Бессменный ведущий программы — Илья Легостаев.
Руководителем проекта был телеведущий и продюсер Иван Демидов.

## История
Идея создания ток-шоу принадлежит Ивану Демидову. Название передачи заимствовано из иронической лексики И. Ильфа и Е. Петрова. Ведущим нового музыкального ток-шоу стал Илья Легостаев, работавший в то время обозревателем «Музыкальной дорожки» газеты «Московский комсомолец» и корреспондентом телепередачи «МузОбоз» на Первом канале. Идея программы заключалась в следующем: в студию приглашались деятели российского шоу-бизнеса, поп- и рок-исполнители, которым предстояло парировать острые и каверзные вопросы со стороны начинающих журналистов из разных малоизвестных изданий. Расстояние между гостем и журналистами в студии чуть ли не равнялось расстоянию вытянутой руки, что сводило на нет любые попытки уйти от ответа. Гостями передачи становились эстрадные исполнители (Филипп Киркоров, Алёна Апина, Борис Моисеев, Маша Распутина и т. д.), рок-музыканты (Константин Кинчев, группа «Сплин», Борис Гребенщиков и т. д.), представители новых музыкальных течений (Игорь Шулинский, DJ Грув, Иван Салмаксов), продюсеры (Борис Зосимов), а также деятели немузыкальной части шоу-бизнеса (Леонид Якубович, Иван Демидов).
«Акулы пера» также принимали у себя и иностранных исполнителей (Ace of Base, Ванесса Мэй и Pet Shop Boys). Иногда в передаче появлялась рубрика «Мнение», в которой свою точку зрения по поводу творчества артиста высказывали обычные прохожие на улице или известные музыкальные критики. Бывали случаи, когда к завсегдатаям программы приходили студенты журфака МГУ и вместе с ними «рылись в грязном белье» артистов.
Программа являлась малобюджетной, никто из журналистов, принимавших участие в программе, не получал зарплату. Съёмки проходили в тесной студии, практически при полном отсутствии декораций. Отличительной особенностью ток-шоу являлось то, что она полностью строилась за счёт энтузиазма журналистов, каждому из которых была уготована своя определённая роль. Некоторые из них интересовались художественной составляющей творчества гостя, оценивали качество произведений, другие же предпочитали обсуждать околомузыкальные вопросы, светскую и личную жизнь.
Главной задачей журналистов было вытащить на свет неприглядные факты или домыслы, спровоцировать артиста и создать нестандартную ситуацию. Скандал являлся необходимой составной частью программы. Так, например, Наталия Медведева вовсе ушла с эфира, а Борис Моисеев поддался на провокацию и сам не упустил шанс наброситься на журналистов. Таким образом, телепередача «Акулы пера» заставляла телезрителей пересмотреть своё отношение к кумирам или же наоборот — убедиться в их честности и порядочности.

«Ставка была сделана на молодёжь, достаточно отмороженную. Набирали — скажу мягко, — людей, готовых быть фриками. Было почти всё равно на их журналистскую профпригодность — в прямом смысле этого слова; критерием была скорее их готовность рвать, спрашивать неудобные вещи».— Иван Демидов

## Скандалы
Выпуск с Александром Новиковым
В марте 1996 года гостем программы стал советский и российский автор-исполнитель Александр Новиков. Выпуск стал известен разразившимся скандалом между певцом и Отаром Кушанашвили. Поводом для словесной перебранки стало письмо журналиста, в котором он заявляет певцу о том, что готов написать о нём хвалебную статью за определённую сумму. Это письмо было процитировано певцом в эфире в ответ на нападки со стороны журналиста. Случай вызвал бурную реакцию СМИ, а также закрепил за «Акулами пера» статус одной из самых скандальных телепередач на российском телевидении.
Кроме того, через некоторое время Новиков признался, что для участия в передаче ему пришлось заплатить $2500, так как «бесплатно приглашать не хотели».

## Закрытие
Последние шесть выпусков программы делались в узком составе, многие журналисты постепенно уходили с проекта. В числе них был и Отар Кушанашвили, покинувший программу вскоре после случая с Наталией Медведевой.
Покупка «ТВ-6» Борисом Березовским, финансовый кризис, изменение политики телеканала, — всё это способствовало закрытию многих программ, в том числе и «Акул пера».
Повторы некоторых эфиров с 4 марта 2015 по 10 октября 2018 года выходили на телеканале «Ностальгия».

## Возобновление
В 2009 году передача была впервые перезапущена на интернет-канале TV Jam. Было снято 7 передач с декабря 2009 по апрель 2010 года, героями их стали Децл, Ноггано, Рома Зверь и другие. Судя по бюджету, формату съемок и отсутствию промо-кампании, проект не подразумевал прежнего масштаба и так и не приобрёл широкой известности.
После закрытия «Акул пера» на TV Jam на канале была запущена программа «Холивар» с аналогичным «Акулам» форматом ток-шоу. Её ведущими стали главный редактор портала Звуки.ру Соня Соколова и журналист Павел Сурков.
В 2012 году «Акулы пера» вновь возвращаются на TV Jam, появляются выпуски с Артемием Троицким, Женей Любич и рэпером Смоки Мо.

## Влияние на культуру
«Акулы пера» стала одной из первых телепрограмм в формате ток-шоу на российском телевидении. Она вошла в историю российского телевидения, как одна из самых рейтинговых музыкальных телепередач. Телепередача сделала известными таких начинающих журналистов, как Илья Легостаев, Михаил Марголис, Отар Кушанашвили, Алексей Остудин, Сергей Соседов, Капа (Капитолина) Деловая и др. Многие современные российские телепрограммы унаследовали скандальность «Акул пера» и её провокационный характер. «Акулы пера» по праву являются одним из символов девяностых годов в России, а также одним из ярких и самобытных явлений периода расцвета российского телевидения.

## Критика
Несмотря на высокий рейтинг, оригинальную идею ток-шоу, существует мнение о том, что журналисты телепередачи часто показывали свою некомпетентность, а, задавая вопросы о личной жизни, — сомнительную осведомленность, основанную на слухах и сплетнях, куда реже — на реальных фактах.
Артемий Троицкий, музыкальный критик, рок-журналист: «Конечно, к музыкальной журналистике все это имеет отдаленное отношение, но, позвольте, откуда же ей взяться, музыкальной-то? Прикажете писать о полистилистических экспериментах Апиной и Аллегровой? Творческих метаниях Лены Зосимовой и группы „На-на“? Поэтических откровениях Влада Сташевского?..»
Илья Легостаев, ведущий программы: «Акулы пера» все-таки, на мой взгляд, — это передача для людей, которые любили музыку. Тогда музыка была субстанцией, которая всех интересовала, всем нравилось в этом вариться. Это было общее ощущение страны — хоть и поздно, но мы сели в последний вагон поезда, который поехал в правильном направлении. Потом вагончик отстегнули — но это уже не наша заслуга".
Сергей Соседов, российский музыкальный журналист и телеведущий: «Акулы пера» дали нам крылья — именно они открыли меня, Отара Кушанашвили, Остудина, Капу Деловую, других…

## Факты
- С 20 октября 1997 по 25 декабря 1998 года на ТВ-6 выходила молодёжно-политическая программа «Акулы политпера» с Алексеем Говорухиным (в первых выпусках) и Анастасией Поповой (вела более поздние выпуски). Гостями программы становились такие политические деятели, как Владимир Жириновский, Галина Старовойтова, Лев Рохлин, Геннадий Зюганов и другие. В программе принимали участие журналисты «Акул пера» Сергей Соседов и Максим Резник.
- В программах «Раз в неделю» и «ОСП-студия» были показаны пародии на «Акул пера» (под названиями «Волчки пера» и «Пираньи пера» соответственно).
- В одной из серии телесериала «Была любовь» (Россия-1, 2010), снятого по мотивам автобиографии певицы Валерии, показан эпизод участия главной героини и мужа-продюсера в съёмках передачи «Пираньи шоу-бизнеса». Ведущего передачи сыграл Илья Легостаев, а среди гостей отметились Сергей Соседов, Алексей Остудин, Михаил Марголис и другие.

## Журналисты
- Отар Кушанашвили
- Сергей Соседов
- Капитолина Деловая
- Максим Резник — сын поэта Ильи Резника
- Регина Мянник
- Алексей Остудин
- Михаил Марголис